# مسابقات ژیمناستیک هنری مردان اروپا ۲۰۰۶
مسابقات ژیمناستیک هنری اروپا ۲۰۰۶ بیست و هفتمین دوره مسابقات ژیمناستیک هنری مردان اروپا است.
این مسابقات از ۲۷ تا ۳۰ آوریل ۲۰۰۶ در ولس، یونان در دو بخش بزرگسالان و جوانان برگزار شده است.

## جدول مدال‌های بزرگسالان
| رتبه | کشور      | طلا | نقره | برنز | مجموع |
| ۱    | روسیه     | ۳   | ۱    | ۰    | ۴     |
| ۲    | رومانی    | ۲   | ۳    | ۰    | ۵     |
| ۳    | یونان     | ۱   | ۰    | ۰    | ۱     |
| ۳    | اسلوونی   | ۱   | ۰    | ۰    | ۱     |
| ۴    | فرانسه    | ۰   | ۱    | ۱    | ۲     |
| ۵    | آلمان     | ۰   | ۱    | ۰    | ۱     |
| ۵    | بلغارستان | ۰   | ۱    | ۰    | ۱     |
| ۶    | بلاروس    | ۰   | ۰    | ۲    | ۲     |
| ۷    | ایتالیا   | ۰   | ۰    | ۱    | ۱     |
| ۷    | اوکراین   | ۰   | ۰    | ۱    | ۱     |
| ۷    | سوئیس     | ۰   | ۰    | ۱    | ۱     |
| ۷    | چک        | ۰   | ۰    | ۱    | ۱     |